# BattleTech
Pour le jeu vidéo, voir Battletech (jeu vidéo).

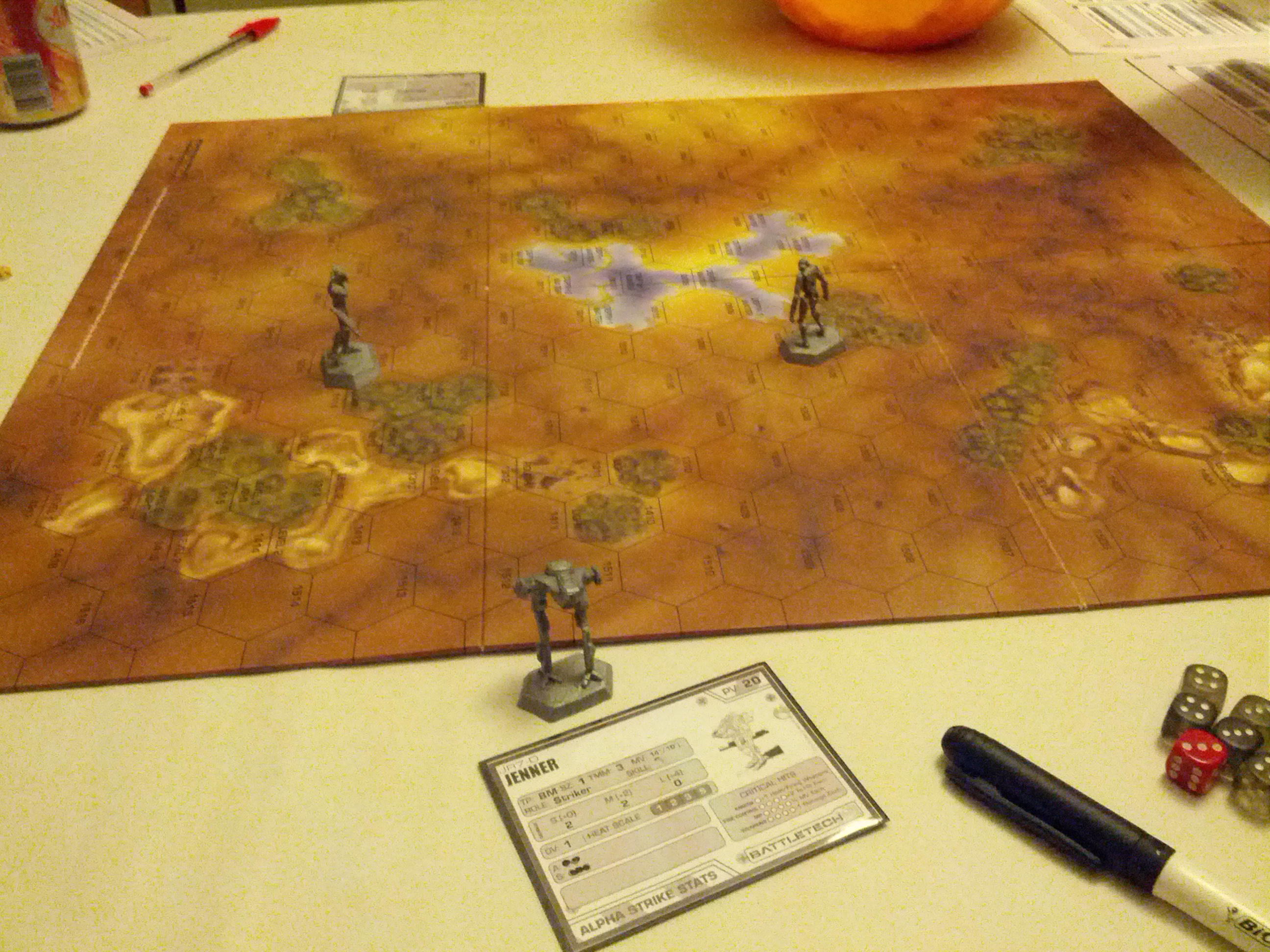
Image représentant un plateau et des figurines pour une partie du jeu de société BattleTech.

BattleTech est un univers de science-fiction élaboré à partir du jeu de société de même titre sorti pour la première fois aux États-Unis en 1984. Le jeu met en vedette les BattleMechs (des Mechs), des robots géants pilotés par un seul homme. L'univers de BattleTech se déroule à partir d'une chronologie fictive où l'humanité a conquis une grande partie de la galaxie et où cinq maisons dynastiques s'affrontent pour le contrôle de la totalité de l'univers connu, la Sphère Intérieure (Inner Sphere en anglais). Les BattleMechs (Mechs en abrégé) sont les machines de guerre les plus redoutables et les technoguerriers (MechWarriors dans la version originale du jeu) sont les hommes et femmes voués à les piloter et les mener au combat.

## Histoire
FASA, l'éditeur américain qui créa et lança le jeu sous le titre de BattleTech en 1985 l'avait en réalité d'abord publié en 1984 sous le titre de BattleDroids (« droïdes de bataille »). George Lucas, détenteur des droits du mot droid, porta plainte et ce fut alors que FASA publia à nouveau le jeu en 1985 avec le titre qu'il conserve encore actuellement: BattleTech (« technologie de bataille »).
Les dessins correspondants aux 14 Mechs de la version d'origine du jeu correspondaient à ceux d'une série japonaise d'animation qui avait été créée trois ans auparavant: Macross. FASA avait acheté les droits des images au diffuseur américain de la série, qui n'avait pas eu l'autorisation du producteur japonais pour les commercialiser. FASA n'ayant pas l'intention de payer une seconde fois, les accusations fusèrent. Après quelques années de joutes judiciaires, Macross remporta une victoire à la Pyrrhus en 1996, parvenant à empêcher FASA d'utiliser ses images mais sans obtenir de dommages et intérêts. FASA attribua une nouvelle apparence aux 14 Mechs concernés ou renonça simplement à les faire apparaître visuellement dans ses publications, bien que de nombreux ouvrages continuent d'y faire référence. Ces 14 Mechs, qui furent désormais appelés "Unseen" recevaient, dans l'univers de BattleTech, les noms suivants:
- Locust
- Stinger
- Wasp
- Phoenix Hawk
- Griffin
- Shadow Hawk
- Wolverine
- Rifleman
- Crusader
- Thunderbolt
- Archer
- Warhammer
- Marauder
- Battlemaster

Par la suite, en 1999, FASA renonça à toute activité commerciale directe pour simplement gérer les droits de ses publications et céda les droits du jeu Battletech à la société WizKids (en), qui le publia sous la forme d'une nouvelle édition intitulée Classic BattleTech, édition qui connaît une continuité jusqu'au temps présent.
En 2007, WizKids céda la licence Classic BattleTech à Catalyst Game Labs (en) et le jeu retrouva son nom d'origine, BattleTech.
Le 27 mars 2025, l'éditeur annonce la sortie pour l'été 2025 d'une boite de jeu basée sur un univers alternatif : BattleTech: Gothic. Cet univers introduira les Abominations, créatures mélangeant chair et acier. D'abord perçue par les fans comme un poisson d'avril, cette nouvelle version est confirmée lors du salon AdeptiCon 2025 et sera la première de plusieurs variantes.

## Produits dérivés

### Jeux de figurines
- MechWarrior: Dark Age (2002)
- Aerotech (1986)

### Jeux de guerre
- BattleTech: Alpha Strike (2013)

### Jeux de rôle
- Technoguerriers (MechWarrior, 1985), de FASA Corporation

### Jeux vidéo
Article détaillé Jeux vidéo de BattleTech

### Roman
Article détaillé Romans de BattleTech

### Série animée
- 1994 : BattleTech: The Animated Series (en). Par Saban Entertainment.

### Simulateur
- BattleTech Centers (en)

### Comics
Article détaillé BattleTech Comics

### Jeux de cartes à collectionner
- BattleTech (en) (1996)